# 361 Bononia
Bononia (asteroide 361) é um asteroide da cintura principal com um diâmetro de 141,72 quilómetros, a 3,1152381 UA. Possui uma excentricidade de 0,21241778 e um período orbital de 2 873,33 dias (7,87 anos).
Bononia tem uma velocidade orbital média de 14,97597393 km/s e uma inclinação de 12,63165677º.
Este asteroide foi descoberto em 11 de Março de 1893 por Auguste Charlois.
Este asteroide recebeu este nome em homenagem à comuna italiana Bolonha.